# Albin Scholz
Albin Scholz (* 23. März 1865 in Dresden, Königreich Sachsen; †  nicht ermittelt) war ein deutscher Opern- und Konzertsänger (Bariton).

## Leben und Wirken
Scholz war zunächst als Volksschullehrer tätig und entdeckte schon bald seine Leidenschaft für Musik. Bei G. Scharfe und P. Jensen nahm er Gesangsunterricht und debütierte 1894 in Chemnitz. 1896 wechselte er an das Stadttheater Bremen und 1898 an die Königliche Hofoper nach München. Im Jahre 1900 wurde ihm dort vom Prinzregenten Luitpold der Titel „Königlich-bayrischer Hofopernsänger“ verliehen. Er trat daneben auch als Konzertsänger in Erscheinung. Spätesten 1905 trat er wieder in Dresden auf. Sein weiteres Schicksal ist unbekannt.